# Наср ібн Хусейн
Наср ібн Хусейн (д/н — 1179) — 4-й каган Східно-Караханідського ханства в Узгені 1178—1179 роках.

## Життєпис
Походив з гасанідської гілки династії Караханідів. Син Хусейна Тогрул-Карахана. Ймовірно бравучасть у кампаніях братів Махмуда і Ібрагіма. 1178 року останній, ставши каганом Західнокараханідського ханства зробив Насра правителем в Узгені.
Панував нетривало. Вже 1179 року помер або загинув у битві. Йому спадкував син Мухаммад ібн Наср.